# Platylabus luteatae
Platylabus luteatae är en stekelart som beskrevs av Heinrich 1962. Platylabus luteatae ingår i släktet Platylabus och familjen brokparasitsteklar. Inga underarter finns listade i Catalogue of Life.